# 吳鍾英
吳鍾英（1567年2月22日—17世紀），號玉田，陝西西安府高陵縣人，明朝政治人物。

## 生平
以《易經》中萬曆十年（1582年）陝西鄉試舉人第二十六名，十七年（1589年）會試中式第四十二名，成第三甲第二百二十四名進士，戶部觀政，次年（1590年）獲授彰德推官，十九年（1591年）為河南鄉試同考官，二十二年（1594年）任湖廣鄉試同考官。
之後吳鍾英在二十六年（1598年）陞任兵部職方司主事，其時正值糧食歉收，東餉十萬集結山海關下，他上奏朝廷請求折色，人民因此不至病飢，到二十八年（1600年）丁憂。服闕後，他在三十二年（1604年）復任職方司員外郎，再加升郎中，改任山西右參議，三十七年升口北道參政；四十年（1612年）再升右布政使，但不久在四十一年（1613年）考察後降職。

## 家族
曾祖父吳彥文。祖父吳伯熊。父親吳恪，涇州訓導。